# 渡嘉敷勝男
渡嘉敷 勝男（とかしき かつお、男性、1960年7月27日 - ）は、日本の俳優、テレビタレント、YouTuber、元プロボクサー、元WBA世界ライトフライ級王者。現役時代は協栄ボクシングジムに所属。沖縄県コザ市（現・沖縄市）出生、兵庫県宝塚市出身。

## 経歴・人物
沖縄市生まれだが、親の仕事の関係で乳児時代に兵庫県宝塚市に住居を移転したため、同市で高校までを過ごした。浪速工業高等学校中退。
現役時代の代名詞は“ヤンバルクイナ”。タレント転向後は「トカちゃん」という愛称の方が知られている。

## 来歴

### プロデビュー前
高校時代は喧嘩に明け暮れる不良少年であった。
1977年1月30日、テレビでWBA世界ライトフライ級タイトルマッチ具志堅用高対ハイメ・リオス（パナマ）を観たことがきっかけでボクシングを始めようと思い立つ。
浪速工業高校中退後、単身で上京し、プロボクサーになるべく協栄ボクシングジムに入門。

### プロデビュー後
1978年12月28日、プロデビュー。
1980年2月21日、全日本ライトフライ級新人王獲得。
1981年12月16日、世界初挑戦。金煥珍（韓国）を15回判定に降し、WBA世界ライトフライ級王座獲得。同王座は具志堅が3月に14度目の防衛戦で敗れ、手放していたもので、渡嘉敷にとっては9か月前の先輩の無念を晴らす形となった。同王座はルペ・マデラ（メキシコ、2度）、伊波政春（日本）、金成南（韓国）、金煥珍相手に5度の防衛に成功するが、1983年7月10日、6度目の防衛戦でルペ・マデラに4回負傷判定（当時はTKOと記録された）で敗れ、王座から陥落した。10月23日にマデラと再戦するが、15回判定負けで王座返り咲きならず。
1984年8月18日、敵地でWBC世界ライトフライ級王者張正九（韓国）に挑戦するが、9回TKOに敗れ、王座返り咲きならず。結局、この試合を最後に現役を引退。

### 引退後
ボクサー引退後、役者を志し俳優養成学校へ入学。きっかけは、現役時代にフジテレビの正月恒例番組「新春かくし芸大会」に出演したことがあり、その時に「ボクシングが出来ない体の状態になったら、この世界（芸能界）が夢があって面白そうだな。」と直感したことに由来している。養成学校では歌手の卵やアイドルの卵と言った若い芸能界志望の生徒に混ざり、基礎的なダンスや発声練習などを受講していた。役者として仕事がしたかったが、あるテレビ関係者に「今はドラマが減って、バラエティ番組の時代になっている。」と「痛快なりゆき番組 風雲!たけし城」（TBS）への出演を紹介された。そこで、「人食い穴」の落とし穴に落ちた一般参加者を怖がらせる役回りをビートたけしに気に入られたのを機に、「たけし・逸見の平成教育委員会」（フジテレビ）などにレギュラー出演。「平成教育委員会」では毎回のように珍解答を連発し、多くの視聴者・出演者に笑いを提供し番組を盛り上げていた（中にはわざと間違えたり、ありえないような解答も出していた）。
1987年、プロボクサーのライセンス取得を熱望していたタレントの片岡鶴太郎に、古巣に当たる協栄ジムを紹介したのも渡嘉敷であった。当時、鶴太郎とはテレビ番組で共演しており、渡嘉敷はその橋渡し役を買って出ていた。
東京都中野区に「渡嘉敷ボクシングジム」を開設（実際のオープンが1997年10月、1996年6月東日本ボクシング協会で世界王者経験者に加盟金300万円を設ける直前に加盟しJBCクラブオーナーライセンス取得）。同ジム会長として後進の指導に当たっている。ジムを開設してからは、後進の育成に力を入れるようになっており、2010年代以後はテレビタレントとしての出演は減っている。
JBC・東日本協会が女子プロボクシング開始前に自身のジムの会員丸山礼子を山木ジム所属選手としてマーシャルアーツ日本キックボクシング連盟の興行内で国際式ルールの試合に出場させたが菊川未紀に惨敗。自身も山木ジムを主管とする日本女子ボクシング協会の興行でリングアナウンサーを務めた。
2006年11月、元世界王者の輪島功一、玉熊幸人、飯田覚士、戸高秀樹らとともに、袴田事件の再審を求める要請書を、最高裁判所に提出。元ボクサー袴田巌の無罪獲得のため活動を続けている。

## 戦績
- プロボクシング：25戦19勝（4KO）4敗2分

| 戦           | 日付           | 勝敗 | 時間 | 内容         | 対戦相手                 | 国籍     | 備考                                |
| ------------ | -------------- | ---- | ---- | ------------ | ------------------------ | -------- | ----------------------------------- |
| 1            | 1978年12月28日 | ☆    | 4R   | 判定         | 浜田信男（帝拳）         | 日本     | プロデビュー戦                      |
| 2            | 1979年1月26日  | ☆    | 4R   | 判定         | 近藤清（中村大月）       | 日本     |                                     |
| 3            | 1979年2月23日  | ☆    | 4R   | 判定         | 柏葉晋（角海老）         | 日本     |                                     |
| 4            | 1979年6月5日   | ☆    | 4R   | 判定         | 清原治（角海老）         | 日本     |                                     |
| 5            | 1979年7月12日  | △    | 4R   | 判定         | 佐藤勝美（内野）         | 日本     |                                     |
| 6            | 1979年10月13日 | ☆    | 4R   | 判定         | 太田淳一（新日本木村）   | 日本     |                                     |
| 7            | 1979年11月12日 | ☆    | 4R   | 判定         | 戸田直次郎（松戸平沼）   | 日本     |                                     |
| 8            | 1979年12月23日 | ☆    | 6R   | 判定         | 仲宗根 正訓（角海老）    | 日本     |                                     |
| 9            | 1980年2月21日  | ☆    | 6R   | 判定         | 伊藤富士男（堀内）       | 日本     | 全日本ライトフライ級新人王決定戦    |
| 10           | 1980年6月14日  | ★    | 6R   | 判定         | パク・チョル             | 韓国     |                                     |
| 11           | 1980年8月30日  | ☆    | 8R   | 判定         | 伊礼 学（角海老）        | 日本     |                                     |
| 12           | 1980年11月12日 | ☆    | 9R   | KO           | フェニックス谷口（平和） | 日本     |                                     |
| 13           | 1981年3月8日   | ☆    | 10R  | 判定         | 奥本利弘（緑）           | 日本     |                                     |
| 14           | 1981年6月2日   | ☆    | 10R  | 判定         | キム・ヨンヒョン         | 韓国     |                                     |
| 15           | 1981年10月19日 | ☆    | 10R  | KO           | 奥本利弘（緑）           | 日本     |                                     |
| 16           | 1981年12月16日 | ☆    | 15R  | 判定 3-0     | 金煥珍                   | 韓国     | WBA世界ライトフライ級タイトルマッチ |
| 17           | 1982年4月4日   | ☆    | 15R  | 判定 2-1     | ルペ・マデラ             | メキシコ | WBA防衛1                            |
| 18           | 1982年7月7日   | ☆    | 8R   | TKO          | 伊波政春（協栄河合）     | 日本     | WBA防衛2                            |
| 19           | 1982年10月10日 | ☆    | 15R  | 判定 3-0     | 金成南                   | 韓国     | WBA防衛3                            |
| 20           | 1983年1月9日   | ☆    | 15R  | 判定 3-0     | 金煥珍                   | 韓国     | WBA防衛4                            |
| 21           | 1983年4月10日  | △    | 15R  | 判定 1-1     | ルペ・マデラ             | メキシコ | WBA防衛5                            |
| 22           | 1983年7月10日  | ★    | 4R   | 負傷判定 0-3 | ルペ・マデラ             | メキシコ | WBA陥落                             |
| 23           | 1983年10月23日 | ★    | 15R  | 判定 0-3     | ルペ・マデラ             | メキシコ | WBA世界ライトフライ級タイトルマッチ |
| 24           | 1984年3月8日   | ☆    | 6R   | KO           | 榊原隆史（金子）         | 日本     |                                     |
| 25           | 1984年8月18日  | ★    | 9R   | TKO          | 張正九                   | 韓国     | WBC世界ライトフライ級タイトルマッチ |
| テンプレート |                |      |      |              |                          |          |                                     |

## 獲得タイトル
- 全日本ライトフライ級新人王
- WBA世界ライトフライ級王座（防衛5）

## エピソード
- 沖縄県生まれであるが、生後間もなく兵庫県宝塚市に転居している。世間的には渡嘉敷を沖縄出身ボクサーとすることに異論はないが、本人は意外と真面目なため「自分は沖縄ボクサーのグループで呼ばれてもいいのだろうか？」と考えていた。引退後、偶然沖縄出身の世界チャンピオンたちが一堂に会するパーティーがあり、壇上で写真撮影をする際に入ろうかどうしようかと考えていたところ先輩達に「早くあがって来い」と叱られて、やっと自分も沖縄グループでよいのだと納得できたという。
- プロボクサーになったきっかけは具志堅用高を倒すためだったが、入門した協栄ジムにはその具志堅がいた。同一ジムに所属する選手との対戦は原則として行われない[注釈 1]ため「打倒・具志堅」の目的は果たせなかったものの、入門後は具志堅や彼の対戦相手のスパーリングパートナーを積極的に務めた。これが後に渡嘉敷が世界王者となるきっかけにつながったと評価するファンも多い。なお、具志堅との初のスパーでは鼻骨を折られ、その夜は発熱するなど散々だったが、「こいつ根性あるよ。これからスパーリングパートナーに使おうよ」と、トレーナーに進言する具志堅の声を背中で聞きながら「逆だよ。これからお前（具志堅）が俺のパートナーじゃ。使うたるわい」と、心中で呟いていたという。奇しくも具志堅は2010年に渡嘉敷と同じ太田プロダクションに所属することとなり、渡嘉敷は太田プロでは先輩となった。
- 協栄ジムの金平正紀初代会長は、「具志堅が“カンムリワシ”ならば、渡嘉敷は“ヤンバルクイナ”にしよう」と、渡嘉敷勝男の代名詞（キャッチフレーズ）としてヤンバルクイナと命名した。
- 以前に住んでいたマンションに松本人志も住んでおり、駐車場で渡嘉敷のバイクと松本の車が、あわや衝突事故という状況になり、興奮した二人が喧嘩寸前の状態になったことがあるという。松本によれば、渡嘉敷がフルフェイスのヘルメットをかぶっていたため、相手が渡嘉敷だと気付くのが遅れ、気付いた時には、お互いエキサイトしていたので、もう引き下がれない状態だったという。渡嘉敷は、そのような事実はなく、「お笑い芸人のネタ」と一笑に付している[6]。
- 現役時代に東芝EMIより『男泣き乾杯』というシングル盤レコードを出している。

## 主な出演番組

### テレビドラマ
- 木曜ドラマストリート「春一番が吹くまで」（1986年、フジテレビ系）
- 昭和のチャンプ・たこ八郎物語（1990年3月、TBS系）ファイティング原田役
- 世にも奇妙な物語 『お墓参り』（1990年、フジテレビ系）
- 映画みたいな恋したい（テレビ東京）
- 江戸中町奉行所 第1シリーズ 最終話「我楽多たちの最後の賭け!」（1991年、テレビ東京）
- お願いダーリン!（1993年、フジテレビ系）
- 踊る大捜査線 第10話「凶弾・雨に消えた刑事の涙」（1997年、フジテレビ系）
- 密会の宿 第5作「不倫同窓会殺人事件」（2006年、テレビ東京）
- 相棒 season11 第3話「ゴールデンボーイ」（2012年、テレビ朝日）- 松井良明 役

### バラエティー番組
- クイズ三角関係（TBS系列）
- 痛快なりゆき番組 風雲!たけし城 TBS系列
- 発汗!シェイプUP（1987年7月 - 9月）
- 総天然色バラエティー 北野テレビ（1989年4月 - 1989年9月）
- たけし・逸見の平成教育委員会（フジテレビ系列）
- 平成教育委員会（フジテレビ系列）
- ぶらり途中下車の旅（日本テレビ系列）
  - 『東武伊勢崎線』編
  - 『小田急電鉄線』編（1997年）
- 元祖どっきりカメラ（日本テレビ系列）
- 電脳☆GQバトラー!!（よみうりテレビ）
- ザ・ラスベガス（日本テレビ系列）
- 三枝の愛ラブ!爆笑クリニック（関西テレビ系列）
- ネプリーグ (フジテレビ)
- クイズ!ヘキサゴン（フジテレビ系列）

### 映画
- いこかもどろか（1988年、東宝）
- ふ・し・ぎ・なBABY（1988年、東宝）
- フライング 飛翔（1988年、東映）
- 3-4X10月（1990年、松竹）
- 武勇伝（2003年、アートポート、エニライツ）

### Vシネマ
- 惚れたらあかん 代紋の掟（1999年）- 役座組組員 チャカ
- 新 銀鮫 六本木金融伝説（2000年） - ホンジョウ
- 実録・鉄砲玉 平成二年大阪山羽抗争勃発（2001年）
- 千年の松（2009年） - 松葉会川場一家組員 武本大吾
- ヒットマン 明日への銃声（2014年）
- 任侠哀歌(エレジー)（2018年） - 貴龍会幹部

## レコード
EP
- 男泣き乾杯（1984年、東芝EMI、TP-17541）